# Larbi Ben M'hidi

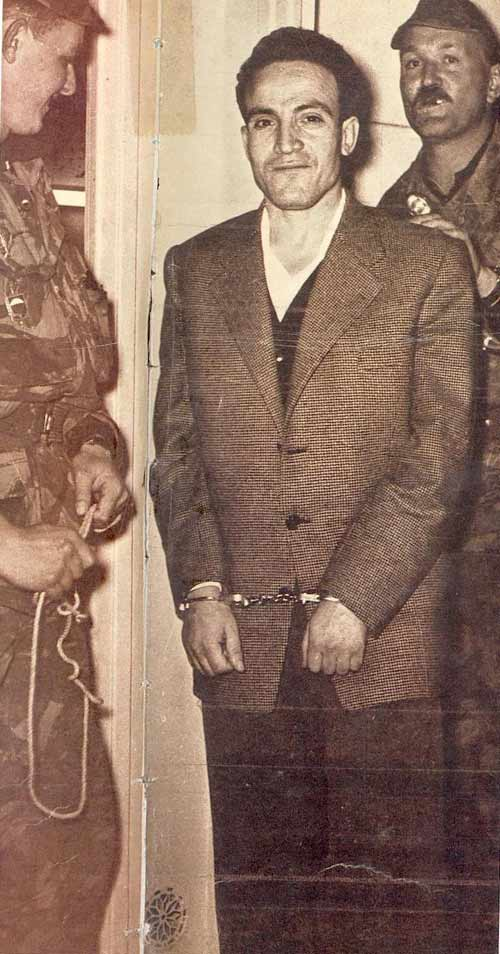
Ben M'hidi in der Haft (1957)

Mohammed Larbi Ben M'hidi (* 1923 in El Kouahi im heutigen Wilaya Oum El Bouaghi; † 4. März 1957 in Algier) (arabisch محمد العربي بن مهيدي, Zentralatlas-Tamazight ⵍⵄⴰⵔⴱⵉ ⴱⵏⵎⵀⵉⴷⵉ Lɛarbi Benmhidi) war ein bedeutender algerischer politischer Anführer im Algerischen Unabhängigkeitskrieg. 

## Leben
Larbi Ben M'hidi war einer der sechs Anführer des Front de Libération Nationale FLN, die den Aufstand vom 1. November 1954 befehligten.
Er wurde im Februar 1957 von französischen Fallschirmjägern festgenommen, als er Guerillaeinsätze der FLN bei der Schlacht von Algier koordinierte, und vom französischen Geheimdienst zu Tode gefoltert. Sein als „Selbstmord“ deklarierter Tod wurde am 6. März 1957 bekannt gegeben.

## Aufarbeitung
In Algerien wird er als Nationalheld verehrt. Eine Universität in der algerischen Stadt Oum el Bouaghi ist nach ihm benannt. Er wurde auch als der „Jean Moulin Algeriens“ bezeichnet.
Im Jahr 2000 gestand General Paul Aussaresses den Einsatz der Folter im Krieg und suchte ihn zu rechtfertigen. Er gestand ebenso die Ermordung des Anwalts Ali Boumendjel und Larbi Ben M'hidis.
Am 1. November 2024 hat der französische Staatspräsident Emmanuel Macron den Tod Ben M'hidi als „Ermordung“ anerkannt.